# لشکر ۲۷ پیاده (لهستان)
لشکر ۲۷ پیاده لهستان (انگلیسی: 27th Infantry Division) لشکر پیاده‌نظام نیروی زمینی لهستان و تحت امر ارتش پومورزه بود، که در سال ۱۹۲۰ تأسیس شد و در سال ۱۹۳۹ منحل گردید.
یکی از واحدهای ارتش لهستان در دوره بین دو جنگ جهانی بود. این واحد در ۱۸ اکتبر ۱۹۲۰، در نتیجه سازماندهی مجدد ارتش، از واحدهای لشکر دوم، سوم و سیزدهم تشکیل شد. ستاد مرکزی آن در کوول قرار داشت و واحدهایی در شهرهای دیگر ولهینی مانند لوتسک، سارنی و ولودزیمیژ وولینسکی مستقر بودند. اولین فرمانده این لشکر ژنرال گوستاو کوچینکا بود.